# Ibragimowo (Baschkortostan, Tschischminski)
Ibragimowo (russisch Ибрагимово, Baschkirisch: Ибраһим) ist ein Dorf in Baschkortostan, Russland. Es ist Verwaltungssitz der Landratsgemeinde (Selsowjet) Ibragimowski.

## Geographie
Der Ort liegt im Rajon Tschischminski, 30 Kilometer bzw. 32 Straßenkilometer südöstlich vom Verwaltungssitz des Rajons, Tschischmy, entfernt. Der nächstgelegene Ort ist Bikejewo. Die nächste größere Stadt ist Ufa.

## Bevölkerung
Im Jahr 2010 lebten 344 Menschen im Dorf, die meisten davon Tataren.